# 06式微声手枪
06式微声手枪（QSW-06，QSW为源自官方翻译的拼音「轻武器—手—微声」（Qīngwuqi Shǒu Wēishēng）的类别代码，照正常而言的拼音是「2006式微声手枪」（Wēishēng Shǒu Qiāng, 2006），亦简称06式手枪，以下简称为QSW-06）是一款由中国製造的5.8毫米口徑第二代微声手枪，发射DCV05式5.8×21毫米中國口徑微声手枪子彈。
QSW-06是以92式5.8毫米（以下简称为QSZ-92-5.8）半自动手槍作为其设计基础，并吸取了其在工艺材料，制造技术及结构原理等诸多方面的设计经验。其宗旨是要用于取代旧式的67式微声手枪。

## 歷史
21世纪初美國發生了九一一恐怖襲擊之後，特種部隊作战演变成为世界军队的一种主要作战样式。而特种作战客观上需要大量的特种武器，然而，经过了包括战争考验在内的接近40年光辉的服役生涯以后，解放军特种兵使用的仍然是已显老化的67式微声手枪。尤其是作为第一代产品，已经随着时代的发展而出现了很多的问题。例如其整体式消声器的寿命低，彈匣容量过小等。因此，67式微声手枪的整体性能和外形都已落后，迫切需要有一种性能更为优良的新产品实施替代。
而这一时期，又恰逢完善解放军班组武器实现5.8毫米口径系列化的时期。于是在2001年，继QBZ-95 5.8毫米口径班用枪族武器列装之后，中国又推出了与5.8毫米口径相配套的QSZ-92-5.8小口径手枪。如此一来，研制与5.8毫米口径相一致的新型微声手枪自然被提到议事日程。新一代微声手枪的研发工作就在这样一个大背景以下开始起步。
2002年1月，尽快换装的提议已经开始，新一代微声手枪亦进入方案设计和论证阶段。可是在研制期间发现QSZ-92-5.8的枪机结构（槍管偏转式半自由枪机）不适合在枪管上加装消声器，原因是射击时的枪管会偏转，严重损害其精度。因此最初提出需要进行了最少2轮方案的研制和试验，终于设计出了两种连接接口方式、两种不同的微声手枪用自动原理系统及15个不同的消声器设计方案，后经过多次改进和筛选，最终确定了新型微声手枪采用“後座作用式自动方式、击锤回转式击发机构以及分体式多通道复合式消声器”的整体设计方案。
在2002年10月至2004年4月的样枪出炉开始，经过无数次由同行的枪械專家和解放军士兵的进一步的试验、改进、方案筛选、使用意见的8 個月以后（2005年12月），一部份枪械的设计已经同时生产完成。生产完毕后，解放军部队同意连枪械和消声器一起开始了一连串的设计表现的试验，后经试验部队在寒区、常温区、热海区和乾旱区等多种恶劣条件下的严格测试。并召开了设计定型预审会和设计定型审查会，再做了进一步改进后，通过了设计定型审查。于2005年年底誕生中国历史上的第二代微声手枪，命名为QSW-06式5.8毫米微声手枪。

## 设计特点
QSW-06的枪身主要是以聚合物製造，以後座作用操作。QSW-06著力吸取了QSZ-92-5.8在工艺材料、制造技术及结构原理等诸多方面的设计经验。因此QSW-06是一把以QSZ-92-5.8作为其基础的一把微声手枪，而两把手枪在外观上亦十分相似（没有消声器以下）。而且QSW-06与QSZ-92-5.8的手枪内部机件之中的通用互换率高达60℅，包括：同样的工艺、相同的口径、一样的发射机构组件、同样的握把组件、相同的彈匣组件及弹匣容弹量（20发）等。这样做，不仅节省预研经费，而且有利于生产、维修和后勤保障。
虽然如此，两把手枪之间仍然有著很多的差异。最显著的这些差异是两把手枪的枪机种类，尽管这两把手枪都使用了短后座行程作用操作，但枪內部的操作原理却是截然不同。QSZ-92-5.8使用的是枪管偏转式半自由枪机，枪管在射击时会旋转，而QSW-06使用的却是枪管无偏转式闭锁枪机，枪管在射击时不会旋转；第二个差异是击锤簧，QSW-06使用的DCV05式5.8×21毫米亚音速微声手枪子弹是活火台，而QSZ-92-5.8使用的DAP92式5.8×21毫米普通手枪子弹却是固定火台，而擊針撞击活火台枪弹底火时要损失一部分能量，所需要的击发力要比发射固定火台枪弹时大得多，如果采用QSZ-92-5.8的击锤簧则不能保证击发的可靠性；最后的差异是枪管，QSW-06和QSZ-92-5.8使用的枪管外部不但只有没有螺旋凸台（以銑削加工的定位台取代）和有螺旋凸台的差异，而且QSW-06的枪口更刻有可与消声筒相联接的螺纹。
QSW-06的膛室可以装填来自05式微声冲锋枪（以下简称为QCW-05）的DCV05式5.8×21毫米亚音速微声手枪子弹，以配合消声器达到低噪音的目的。其槍口初速較67式微声手枪为高，并能够贯穿现代轻型单兵防彈衣。
QSW-06的消声器與1980年代以后多个国家新研制的微声手枪一样，采用枪管与消声器分离的可拆卸式外接型消声器。使用可拆卸式外接型消声器的微声手枪在未加装消声器或是必要时将消声器拧出枪口联接用的螺纹以后，就可以作为一把5.8毫米普通手枪使用；而一旦需要消声时，只要将消声器拧实至枪口联接用的螺纹，就可以成为一把5.8毫米微声手枪。
移除消声器以后发射解放军的标准5.8×21毫米手枪子弹，即是DAP92式5.8×21毫米普通手枪子弹，因此QSW-06和QSZ-92-5.8之间的20发双排双进可拆卸式彈匣组件可以通用，而與92式9毫米手枪（QSZ-92-9，发射9×19毫米手枪子弹或DAP92式9毫米普通手枪子弹）的15发双排双进可拆卸式彈匣组件並不通用。另外，该枪的套筒下方已经设有导轨，可安装包括雷射瞄準器在内的各种战术配件。

## 使用國
- 中华人民共和国 - 少量地使用：
  - 解放军特種部隊
  - 武警部队
  - 公安部

## 資料來源
1. 1 2 3 4  沈俊  周宗林  蒲勇. . 人民網. 2007年7月28日  [2009年8月12日]. （原始内容存档于2008年6月5日） （中文）.
2. 1 2 3 4 5  白炎林. . 人民網. 2007年2月2日  [2009年8月12日]. （原始内容存档于2011年7月20日） （中文）.
3. ↑  . Sina.com. 2007年3月20日  [2008年7月6日]. （原始内容存档于2011年7月7日） （中文（简体））.
4. ↑  . Dezhou Police Department, Decheng Sub-bureau. 2007年7月28日  [2008年7月5日] （中文（简体））.[]

## 外部連結
- （英文）—Modern Firearms—Type 06 / QSW 06 sound suppressed (silenced) pistol
- （英文）—Sinodefence.com.—QSW06 5.8mm Silenced Pistol
- （简体中文）—QSW06式5.8毫米微声手枪
- （简体中文）—兵器知识—我用国产06式微声手枪